# Trefbal

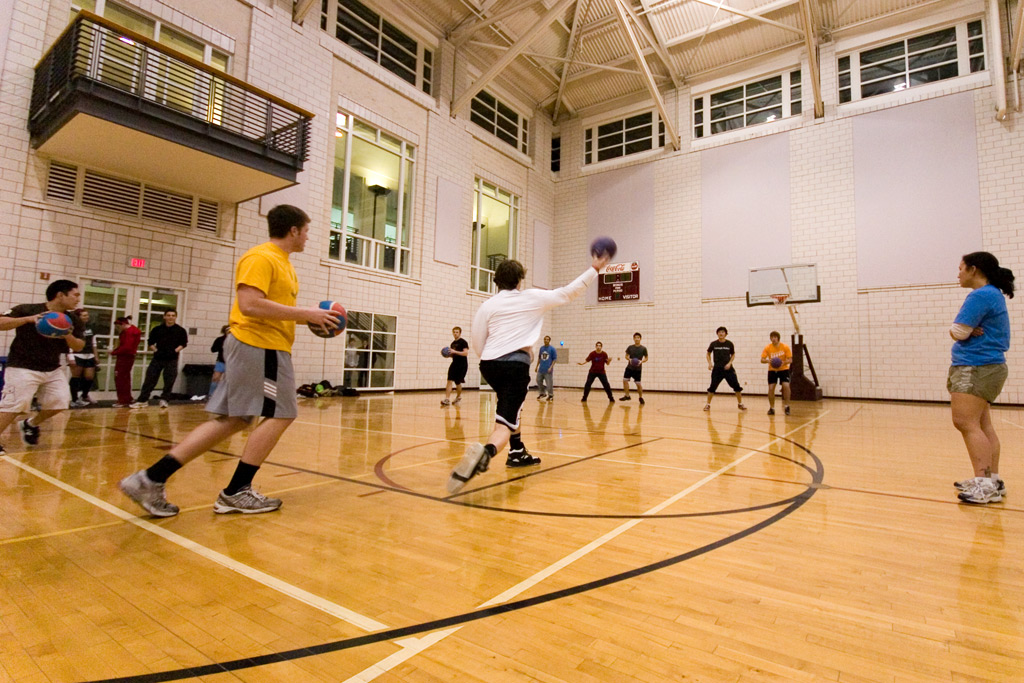

Dodgebal is een balsport waarbij spelers van twee teams proberen ballen naar elkaar te gooien terwijl ze voorkomen dat ze zelf worden geraakt. Het spel wordt vaak herkend van vroeger op de basisschool waar het trefbal wordt genoemd. De Engelse benaming (dodgebal) wordt vooral gebruikt voor de officiële sport. 

## Officiële sport

### Spelregels

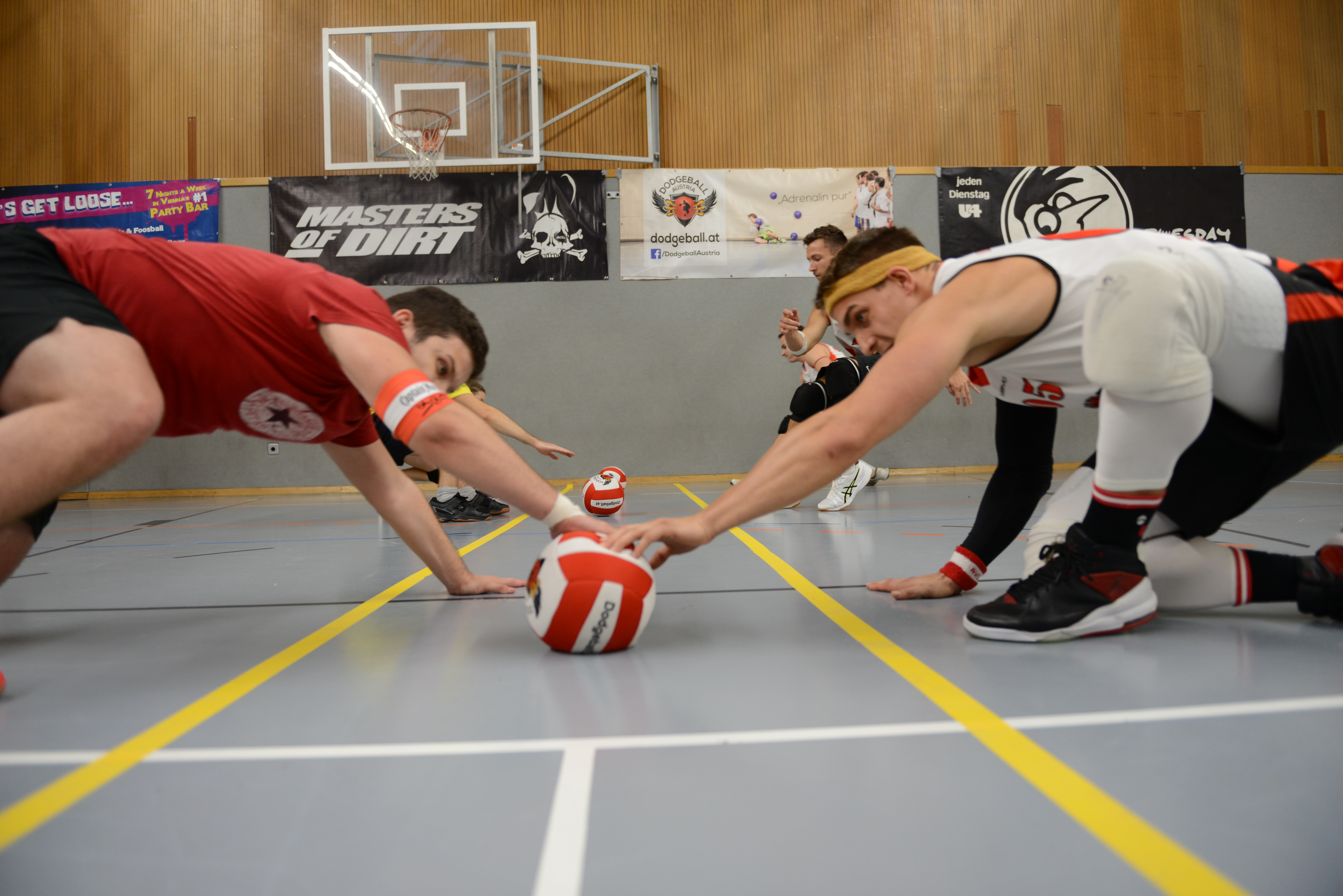
Openingsrush

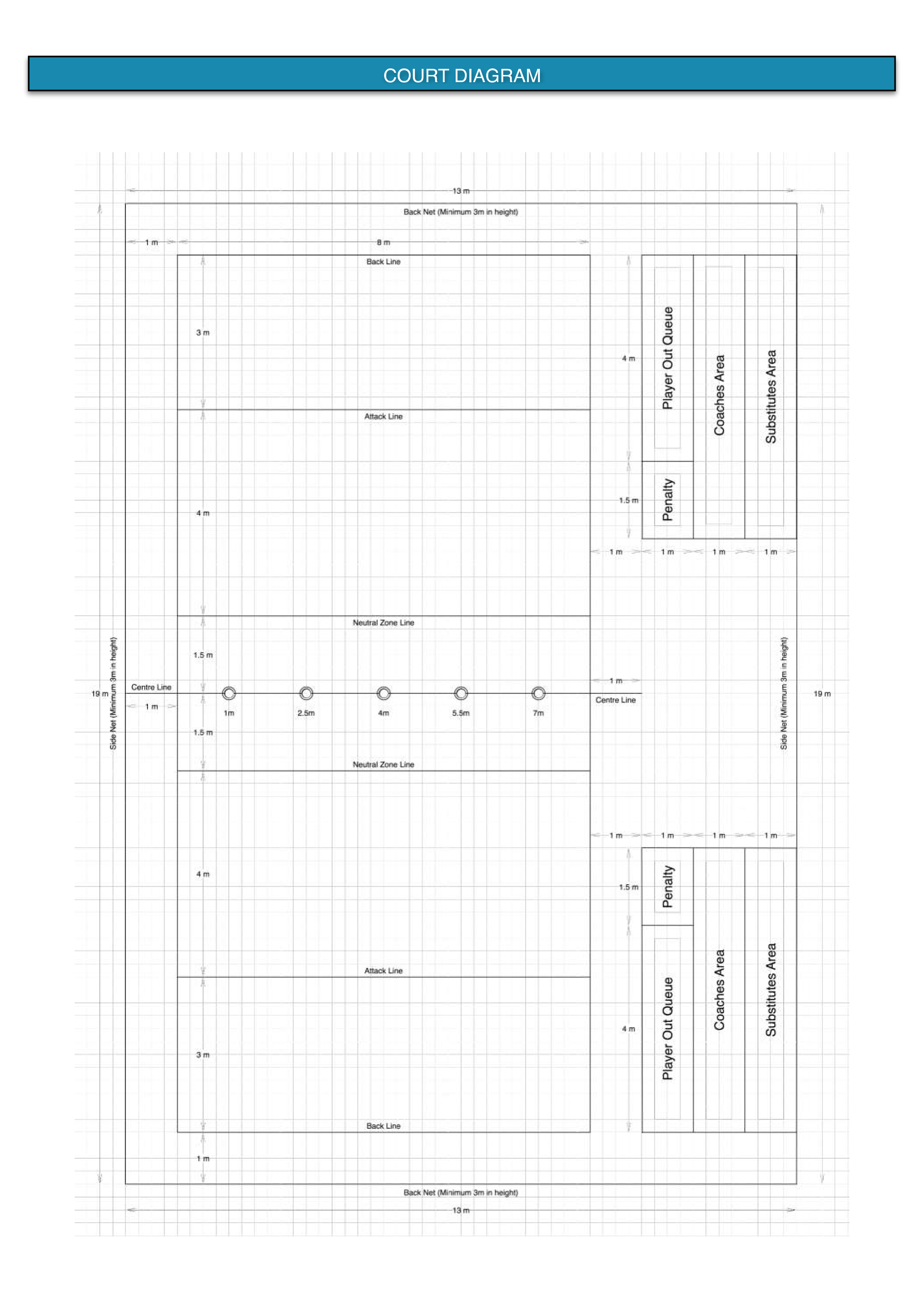
Officieel speelveld

De sport wordt internationaal beoefend met spelregels die sterk afwijken van de spelvariant die in Nederland en België door kinderen wordt gespeeld. De regels, volgens de European Dodgeball Federation in 2023, kunnen als volgt worden samengevat:
- Een match duurt twee keer 20 minuten, met 5 minuten pauze ertussenin.
- Er wordt gespeeld met 2 teams van elk 6 mensen die op het veld spelen. Daarnaast heeft elk team 3 retrievers. Zij blijven buiten het veld en mogen de ballen die buiten het veld komen, op reglementaire wijze aan hun teamgenoten in het veld geven.
- Er wordt met 5 ballen gespeeld; deze worden in het begin van het spel op de middenlijn geplaatst.
- Na het startteken mogen beide teams vanaf de achterlijn van het veld naar voren rennen om de ballen van de middellijn te pakken (de openingsrush). Zij dienen deze ballen eerst achter hun eigen aanvalslijn te brengen, voordat ermee mag gegooid worden naar een tegenspeler.
- Je bent uit als:
  - je rechtstreeks geraakt wordt door een bal geworpen door een tegenstander en die bal vervolgens niet gevangen wordt voor deze de grond raakt,
  - je buiten het toegelaten gebied treedt,
  - een bal die je geworpen hebt gevangen wordt door de tegenpartij (op dat moment mag er ook iemand van hen terug in het veld komen).
- Als je uit bent speel je niet meer mee. Een speler komt terug in het spel als een teamgenoot een bal van de tegenpartij vangt.
- Een set is voorbij als iedereen van een team uit is gespeeld of als er 3 minuten voorbij zijn gegaan. In het laatste geval wint het team met het grootste aantal overgebleven spelers de set. Indien beide teams evenveel spelers over hebben, eindigt de set in een gelijkstand.
- Per gewonnen set krijgt het winnende team 2 punten. Bij een gelijkstand krijgt elk team 1 punt. Wie het meeste punten heeft op het einde van de match, wint.

De volledige regels zijn te vinden op de website van de European Dodgeball Federation.

### Dodgeball in België
Dodgeball Belgium is de overkoepelende organisatie voor de Belgische Dodgeball Clubs. In 2018 werd de eerste officiële dodgeballclub in België opgericht in Gent: de Ghent Wolves. België nam in 2018 ook voor de eerste maal deel aan het Europees Kampioenschap en won er de prijs van de Fair Play. 
| Dodgeball Club                       | Plaats     | Jaar Opgericht |
| ------------------------------------ | ---------- | -------------- |
| Ghent Wolves Dodgeball Club          | Gent       | 2018           |
| Alcatraz Dodgeball Club - Schaerbeek | Brussel    | 2018           |
| Antwerp Dodgeball Club               | Antwerpen  | 2021           |
| Golden Spurs Dodgeball Kortrijk      | Kortrijk   | 2020           |
| Grizzlies Dodgeball Club de Jodoigne | Geldenaken | 2020           |
| Thunderducks Dodgeball Tienen        | Tienen     | 2024           |
| Honeybees Oupeye Dodgeball           | Luik       | 2024           |

Er wordt jaarlijks een dodgeballcompetitie gehouden in België. Hierbij is er een gemengde ploeg, een mannenploeg en een vrouwenploeg. De uitslagen van de afgelopen jaren zien er als volgt uit:
| Jaar | 1ste plaats  | 2de plaats             | 3de plaats             |
| ---- | ------------ | ---------------------- | ---------------------- |
| 2024 | Ghent Wolves | Antwerp Dodgeball Club | Alcatraz Schaerbeek    |
| 2023 | Ghent Wolves | Alcatraz Schaerbeek    | Antwerp Dodgeball Club |
| 2022 | Ghent Wolves | Alcatraz Schaerbeek    | Grizzlies Jodoigne     |

| Jaar | 1ste plaats  | 2de plaats             | 3de plaats          |
| ---- | ------------ | ---------------------- | ------------------- |
| 2024 | Ghent Wolves | Antwerp Dodgeball Club | Alcatraz Schaerbeek |
| 2023 | Ghent Wolves | Alcatraz Schaerbeek    | Grizzlies Jodoigne  |
| 2022 | Ghent Wolves | Alcatraz Schaerbeek    | Grizzlies Jodoigne  |

| Jaar | 1ste plaats         | 2de plaats          | 3de plaats             |
| ---- | ------------------- | ------------------- | ---------------------- |
| 2024 | Alcatraz Schaerbeek | Ghent Wolves        | Antwerp Dodgeball Club |
| 2023 | Ghent Wolves        | Alcatraz Schaerbeek | Antwerp Dodgeball Club |
| 2022 | Ghent Wolves        | Alcatraz Schaerbeek | Grizzlies Jodoigne     |

### Dodgeball in Nederland
Nederland heeft inmiddels een dodgeballclub in Haarlem. Er wordt daarnaast op wekelijkse basis getraind in de steden Leeuwarden, Drachten, Utrecht, Amsterdam en Zwolle.
In 2011 is de Nederlandse Dodgeball Bond (NDBB) opgericht. De bond is gevestigd in Amsterdam en houdt zich voornamelijk bezig met Ultimate Dodgeball (dodgeball op trampolines). In 2019 is de Dodgeball Bond Nederland (DBN) opgericht die zich bezig houdt met het promoten van de zaalsport dodgeball in Nederland. Binnen Nederland organiseert de bond sinds 2019 een competitie. In juni 2019 werd Haarlem Dodge de eerste landskampioen. 
| Jaar | Landskampioen           | 2e plaats                  | 3e plaats        |
| ---- | ----------------------- | -------------------------- | ---------------- |
| 2019 | Haarlem Dodge           | Studenten Sport Leeuwarden | On Campus Zwolle |
| 2020 | geen competitie         |                            |                  |
| 2021 | geen competitie         |                            |                  |
| 2022 | Dodgeball Club Drachten | Dodgeball Club Amsterdam   | Haarlem Dodge    |

De DBN is lid van de European Dodgeball Federation (EDF) en van de World Dodgeball Federation (WDBF).
Sinds 2017 heeft Nederland officieel een Nederlands heren-, dames- en mixedteam. Deze teams vallen onder de DBN en hebben hun internationale debuut gemaakt tijdens het Centraal Europees Kampioenschap Dodgeball 2017 in Wenen. Dit kampioenschap wordt georganiseerd door de EDF.
In het najaar van 2022 heeft het Europees Kampioenschap plaatsgevonden in Nederland, Drachten en werd georganiseerd door de DBN. Het kampioenschap stond onder auspiciën van de EDF.
Prestaties van de Nederlandse dodgeball teams.
| Jaar | Gastheer  | Plaats             | Eindstand Mannen | Eindstand Vrouwen | Eindstand Mixed |
| 2017 | Schotland | Glasgow            | 6e (van 13)      | ---               | 10e (van 14)    |
| 2018 | Italië    | Lignano Sabbiadoro | 12e (van 16)     | 8e (van 13)       | 14e (van 16 )   |
| 2019 | Engeland  | Newcastle          | 12e (van 14)     | 7e (van 13)       | 7e (van 16 )    |
| 2022 | Nederland | Drachten           | 15e (van 16)     | 5e (van 15)       | 8e (van 15 )    |

### Europees Kampioenschap
De verspreiding van dodgeball in Europa is in de afgelopen 10 jaar enorm toegenomen. Daarom werd in 2008 de European Dodgeball Association opgericht die later in 2018 is hernoemd naar European Dodgeball Federation (EDF). Sinds 2010 wordt elk jaar een Europees Kampioenschap gehouden.
| Jaar | Gastheer      | Plaats             | Europees Kampioen Mannen | Europees Kampioen Vrouwen | Europees Kampioen Mixed | Aantal deelnemende landen |
| 2010 | Engeland      | Londen             | Engeland                 | ---                       | ---                     | 6                         |
| 2011 | Zweden        | Stockholm          | Engeland                 | Engeland                  | ---                     | 9                         |
| 2012 | Italië        | Cesenatico         | Engeland                 | Engeland                  | ---                     | 8                         |
| 2013 | Engeland      | Chester            | Engeland                 | Engeland                  | ---                     | 11                        |
| 2014 | Oostenrijk    | Wenen              | Engeland                 | Engeland                  | Engeland                | 12                        |
| 2015 | Noord-Ierland | Belfast            | Engeland                 | Italië                    | Engeland                | 13                        |
| 2016 | Frankrijk     | Parijs             | Engeland                 | Oostenrijk                | Engeland                | 14                        |
| 2017 | Schotland     | Glasgow            | Engeland                 | Oostenrijk                | Engeland                | 14                        |
| 2018 | Italië        | Lignano Sabbiadoro | Engeland                 | Oostenrijk                | Engeland                | 18                        |
| 2019 | Engeland      | Newcastle          | Oostenrijk               | Oostenrijk                | Oostenrijk              | 17                        |
| 2022 | Nederland     | Drachten           | Noord-Ierland            | Oostenrijk                | Noord-Ierland           | 16                        |
| 2023 | Kroatië       | Osijek             | Noord-Ierland            | Engeland                  | Oostenrijk              | 19                        |

### Wereldkampioenschap
Sinds 2016 organiseert de World Dodgeball Association om de 2 jaar het wereldkampioenschap.
| Jaar | Gastheer         | Plaats     | Wereldkampioen Mannen | Wereldkampioen Vrouwen | Wereldkampioen Mixed |
| 2016 | Engeland         | Manchester | Engeland              | Australië              | ---                  |
| 2018 | Verenigde Staten | New York   | Oostenrijk            | Engeland               | Engeland             |
| 2022 | Canada           | Edmonton   | Verenigd Koninkrijk   | Oostenrijk             | Oostenrijk           |

## Trefbal als schoolsport

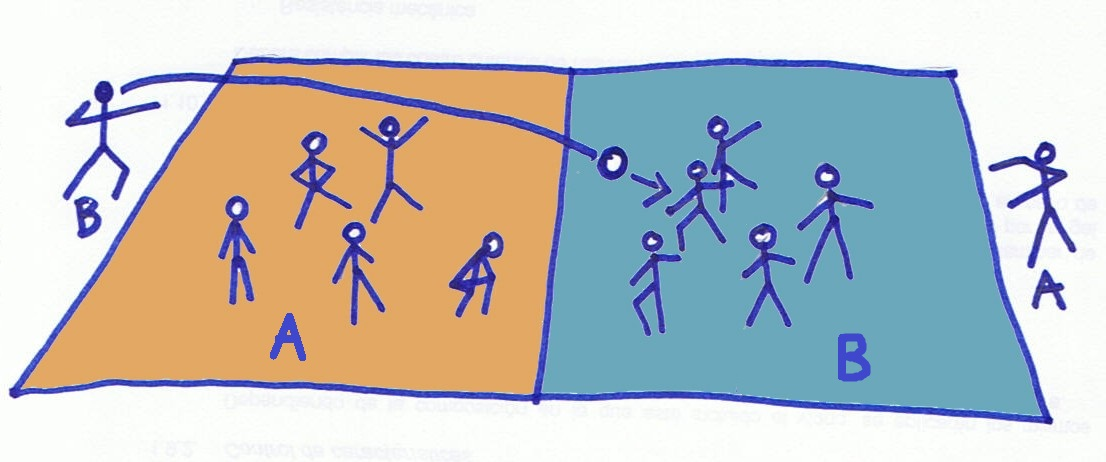
Een speler van team B gooit de bal over naar een teamgenoot.

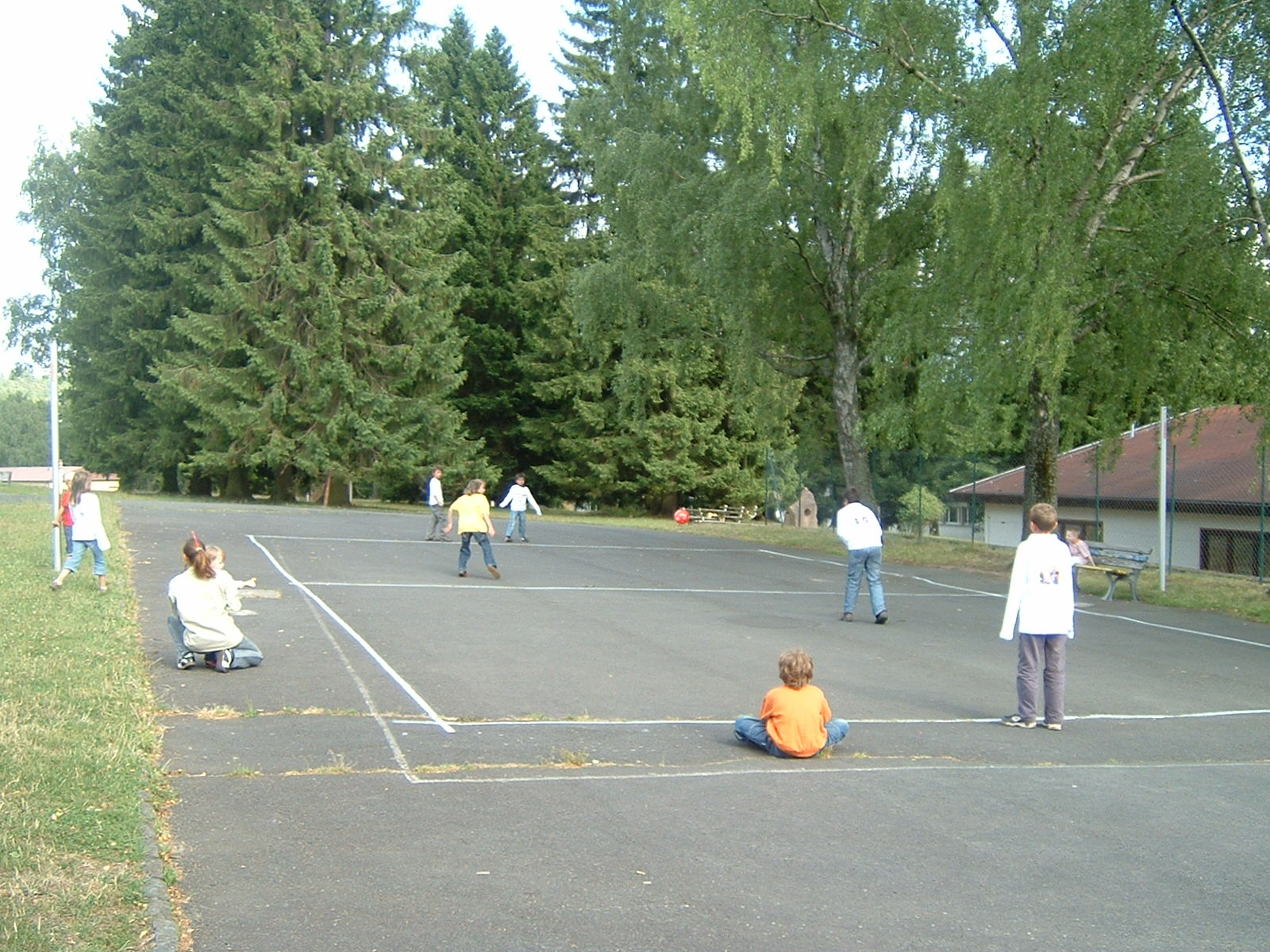
Kinderen die trefbal spelen.

Deze variant wordt veel op scholen bij lichamelijke opvoeding gespeeld en wordt ook wel Tussen twee vuren genoemd. Het spel lijkt op een variant van tikkertje met een bal. Het spel wordt gespeeld in twee teams, die elk een eigen helft van het speelveld hebben. De partij die de bal heeft, probeert iemand van de andere partij te raken op het lichaam. Het hoofd telt niet. Hierbij mag de bal niet eerst de grond raken. Wanneer iemand wordt geraakt, is hij af en wordt uit het spel gehaald. Als de bal wordt gevangen, is de werper af en wordt uit het spel gehaald en mag meestal een medespeler van de speler die de bal heeft gevangen weer terug het spel in. Ook hier wordt, net als in koningsbal, in sommige varianten per team een koning aangeduid. Die staat permanent in het vak achter de tegenstander en mag pas naar zijn eigen vak terugkeren wanneer er slechts 2 spelers van zijn team overblijven.
Het spel wordt meestal zo gespeeld, dat de deelnemers die zijn afgegooid achter het vak van de tegenstander moeten gaan staan om hulp te bieden aan hun eigen team op de eigen helft. Spelers uit de eigen helft en dit vak mogen de bal naar elkaar overgooien. Gooit iemand uit het achtervak iemand af, dan mag hij weer zijn eigen helft in.

## Andere varianten
- Met je handen de bal tegenhouden zonder af te zijn
- Blijven spelen tot alle deelnemers uit een van beide teams af zijn, het andere team wint en krijgt een punt
- Bij vangbal is de werper niet af en mag de eerste speler die wordt afgegooid weer het speelveld in.
- Attributen in het veld plaatsen, als beschermingsplaatsen.
- Een paal met korf in elke speelhelft, wanneer men de korf raakt of de bal door de korf gooit mogen alle spelers die af waren weer het speelveld op. Hierbij kan het team een bonuspunt krijgen. Deze variant kan ook op een korfbalveld worden gespeeld. Er kan ook gespeeld worden met palen zonder korf, waarbij men de paal moet raken. Als een speler de paal raakt mogen alle medespelers die af zijn weer het speelveld in.
- Konings(tref)bal
- Canadees trefbal: bij deze variant staan drie paaltjes in elke speelhelft. Naast het afgooien van spelers moet men proberen alle paaltjes van de tegenpartij omver te werpen.
- Al dan niet mogen lopen met de bal.
- Spelen met meer dan één bal.
- Meerdere spelers van elk team houden een dikke mat rechtop in hun vak. Men moet deze spelers van het andere team proberen af te gooien, zodat de mat van dit team omvalt.
- Spelers van een team moeten tijdens het spel op hun speelhelft blijven en mogen niet op de speelhelft van het andere team komen.